# Tillabéri
Tillabéri és un municipi al nord-oest del Níger. Està situat a 120 km del nord-oest de la capital Niamey en el Riu Níger. És una important ciutat mercat i capital del departament de Tillabéri i regió de Tillabéri. L'àrea era llar de ramats de girafes fins als anys 80.